# Ampulex hospes
Ampulex hospes' är en  stekelart som beskrevs av Frederick Smith 1856.' 
Ampulex hospes ingår i släktet Ampulex och familjen Ampulicidae.

## Underarter
Arten delas in i följande underarter:
- Ampulex hospes hospes
- Ampulex hospes cognata